# Пёстрая белка
Пёстрая белка (лат. Sciurus variegatoides, «белка наподобие пёстрой») — вид грызунов семейства беличьих, обитающий в Центральной Америке.

## Описание
Крупная белка с длинным хвостом. Длина тела составляет от 22 до 34 см, длина хвоста — от 23 до 33 см. Масса тела составляет от 428 до 909 г. Выделяют 14 подвидов, которые отличаются окраской шерсти и рисунком. Зубная формула: {\displaystyle I{1 \over 1}C{0 \over 0}P{2 \over 1}M{3 \over 3}=22}.

## Распространение
Пёстрая белка населяет как сухие, так и влажные леса Центральной Америки и Мексики.

## Образ жизни
Это одиночные животные, живущие на деревьях. Они строят свои гнёзда обычно в разветвлениях высоких деревьев. Активны днём, при этом максимальная активность приходится на раннее утро. Питаются мягкими плодами, включая манго, гуаву, момбин жёлтый и Guazuma ulmifolia. Среднее число детёнышей в помёте от 4 до 6.